# Marineland of the Pacific
Il Marineland of the Pacific è stato un oceanario e acquario statunitense, istituito nel 1954 e chiuso nel 1987. Era situato a Rancho Palos Verdes nella penisola di Palos Verdes, in California.